# Чертоза Монументо (Павија)
Чертоза Монументо је насеље у Италији у округу Павија, региону Ломбардија.
Према процени из 2011. у насељу је живело 46 становника. Насеље се налази на надморској висини од 91 м.